# Magnus Brostrup Landstad

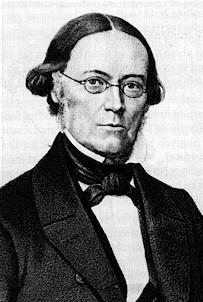
Magnus Brostrup Landstad

Magnus Brostrup Landstad, född 1802 i Måsøy kommun, död 1880 i Kristiania, var en norsk präst i Sande. Han var även psalmdiktare och psalmboksutgivare. Han gav ut den norska Kirkepsalmebog, även kallad Landstads salmebok. Han finns representerad i 1986 års psalmbok med tre verk, nr 321, 424 och 631.

## Psalmer
- Det dukas i himlarnas rike ett bord (1986 nr 321) skriven 1861
- Det står en man och tackar Gud (Luthersk Psalmbok nr 47)
- En gång vi alla ska uppstå (Luthersk Psalmbok nr 143)
- En skara skall komma från öst och från väst (Luthersk Psalmbok nr 897)
- Fem bröd och två små fiskar (Luthersk Psalmbok nr 26)
- Guds ankomst i skyn må vi vänta (Luthersk Psalmbok nr 145)
- Gud var med Anden nära (Luthersk Psalmbok nr 7)
- Hem jag längtar, ack här ute Är så tomt, så mörkt så kallt, nummer 467 i Svenska Missionsförbundets Sångbok 1920. Texten översattes från tyska av Landstad.
- Jag för evigt nu har livet (Luthersk Psalmbok nr 919)
- Jag höja vill till Gud min sång (1937 nr 49, 1986 nr 424) skriven 1861, ("Jag sjunga vill för Gud min sång". Luthersk Psalmbok nr 13)
- Jag kommer till ditt bord, o Gud (Luthersk Psalmbok nr 59)
- Jag vet mig en sömn i Jesu namn (1937 nr 574, 1986 nr 631) skriven 1869 ("Jag vet om en sömn i Jesu namn". Luthersk Psalmbok nr 71)
- Jesu, för din fot jag ligger (Luthersk Psalmbok nr 907)

### Danska översättningar
- Hos dig, o Jesus, sent om nat (Diktad 1861).
- Herre Jesus, du, som troner  (Diktad 1865).
- Zions vægter hæver røsten (Översättning 1825 av Philipp Nicolais text).
- Sandheds tolk og taler (Översättning 1861 av Benjamin Schmolcks text).
- Gud, lad dit ord i nåde lykkes  (Diktad 1861).
- Gladelig vil vi halleluja kvæde (Översättning 1861 av Johann Agricolas psalm)
- Zion, pris din saliggører (Översättning 1861 av Thomas av Aquinos medeltida text).
- O glædelig dag (Översättning 1861 av Ivar Diderichsen Brinchs text från 1697).
- Herre, jeg har handlet ilde (Bearbetning 1861 av tidigare översättning av Johann Francks tyska psalm från 1646).
- I Himmelen, i Himmelen (Översättning 1861 av Laurentius Laurentii Laurinus svenska psalm från 1622).
- I denne verdens sorger sænkt (Nyöversatte 1869 Laurentius Petri Gothus 1500-talspsalm med stöd av Johan Olof Wallins text till 1819 års psalmbok).
- Vågn op, du, som sover (Diktad 1861).
- Nu blomstertiden kommer (Bearbetade 1861 Wilhelm Andreas Wexels' översättning från 1840 av Israel Kolmodins sommarpsalm).